# Phyllodoce adarensis
Phyllodoce adarensis är en ringmaskart som beskrevs av Benham 1927. Phyllodoce adarensis ingår i släktet Phyllodoce och familjen Phyllodocidae. Inga underarter finns listade i Catalogue of Life.